# Comtesses de la Gestapo
Les comtesses de la Gestapo furent un groupe d'aventurières de haut vol, protégées par la Gestapo et les gros trafiquants du marché noir à Paris pendant l'occupation allemande.

## Leurs activités
Les comtesses de la Gestapo menaient des vies extravagantes, ignorant la misère morale et physique des Français à l'époque. Françaises ou étrangères, parfois authentiques aristocrates, elles sont aussi d'anciens mannequins, actrices de seconde zone ou même prostituées reclassées. Elles pratiquaient toutes sortes de trafics juteux comme la confiscation de biens juifs, l'espionnage ou le marché noir.

## Quelques exemples
On peut notamment évoquer les noms de :
- la comtesse Mara Tchernycheff, actrice connue sous le nom Illa Meery qui fut un temps la maîtresse d'Henri Lafont[1].
- la princesse Euphrosine Mourousi (mère d'Yves Mourousi), une Grecque toxicomane, qui faisait du trafic de cigarettes et dénonça des familles juives et d'immigrés russes[2]; condamnée en janvier 1950 à trois ans de prison ferme et 20 ans d'interdiction de séjour pour avoir dénoncé plusieurs Juifs russes aussi bien à la police française qu'à la Gestapo[3].
- la marquise de San Carlos de Pedroso (née María Angustias Núñez del Prado)[1], une Espagnole franquiste de la première heure.
- la comtesse Seckendorff, une authentique aristocrate allemande qui espionnait la haute société parisienne.
- la comtesse Marie Olinska (pseudonyme de Sonia Irène Blache, française), petite actrice de cinéma, héroïnomane[1],[4],[5].
- la marquise d'Abrantès (née Sylviane Quimfe, mais authentiquement marquise après son mariage avec le marquis Maurice Le Ray d'Abrantès)[6], française et courtisane. Elle était la maîtresse d’un membre de la banque de la rue Lauriston[7].
- la baronne de Beaufort (pseudonyme d'Olla Lemesle)[1].
- la comtesse de Thucé (Madame Hubert)[1].

La plupart de ces femmes ne furent pas poursuivies à la Libération.